# Tortola
Tortola is het grootste van de vier hoofdeilanden van de Britse Maagdeneilanden. In 2010 telde het eiland 23.419 inwoners. Het eiland meet 18,3 bij 6,1 kilometer. Op Tortola ligt ook de hoofdplaats Road Town.
Op het zuidoostelijk gelegen Beef Island, dat door de Queen Elizabeth II Bridge verbonden is met Tortola, bevindt zich een vliegveld, Terrance B. Lettsome International Airport. Het eiland Frenchman's Cay is ook via een brug te bereiken.

## Geschiedenis
De naam is waarschijnlijk gebaseerd op het Spaanse woord voor tortelduif. Tortola is van vulkanische oorsprong, en is een bergachtig eiland.
Rond 300 v.Chr arriveerden de Ciboney inheemsen uit Venezuela op Tortola. Rond 200 n.Chr werd het eiland veroverd door de Arowakken. In de 14e eeuw werd het veroverd door de Cariben die de Arowakken tot slaaf maakten. In 1493 werd het eiland ontdekt door Christoffel Columbus en vernoemd naar Ursula en haar 11.000 maagden. Tortola werd verschillende keren bezocht door de Spanjaarden en de Britten, maar werd niet gekoloniseerd, en was bijna onbewoond.
In 1615 meldden Spaanse bronnen dat de Nederlandse kaper Joost van Dyk zich op het eiland had gevestigd. In 1648 werd door de West-Indische Compagnie een post gesticht op Tortola, en werd het officieel onderdeel van de Nederlandse Maagdeneilanden. De eerste nederzetting was bij Soper's Hole. In 1672 werd het eiland veroverd door het Verenigd Koninkrijk.
Op Tortola werden suikerrietplantages gesticht en slaven werden uit Afrika gehaald. In 1834 werd de slavernij afgeschaft. De meeste plantages hielden op te bestaan in de 19e eeuw en de plantagehouders keerden terug naar Engeland.
In 2017 werd Tortola zwaar getroffen door orkaan Irma, een orkaan van categorie 5.

## West End
West End is een dorpje in het westen van Tortola. In de jaren 1640 werd door de Nederlanders een klein fort gebouwd, en is het oudste bestaande gebouw van het eiland. Het heeft waarschijnlijk een aarden voorganger gehad die door Joost van Dyk was gebouwd. Tijdens de Amerikaanse Onafhankelijkheidsoorlog is door de Britten een martellotoren toegevoegd, maar later werd het fort weer verlaten. Het fort wordt Fort Recovery of Tower Fort genoemd. Het bevindt zich tegenwoordig binnen een toeristisch resort, en is niet toegankelijk.
In West End bevindt zich een veerboothaven waar de veren naar Jost Van Dyke, Saint Thomas en Saint John vertrekken. De laatste twee eilanden behoren tot de Amerikaanse Maagdeneilanden. De haven was in 2017 verwoest door orkaan Irma, maar in 2019 werd een tijdelijke haven geopend. Anno 2022 is de nieuwe terminal in aanbouw.

## Cane Garden Bay

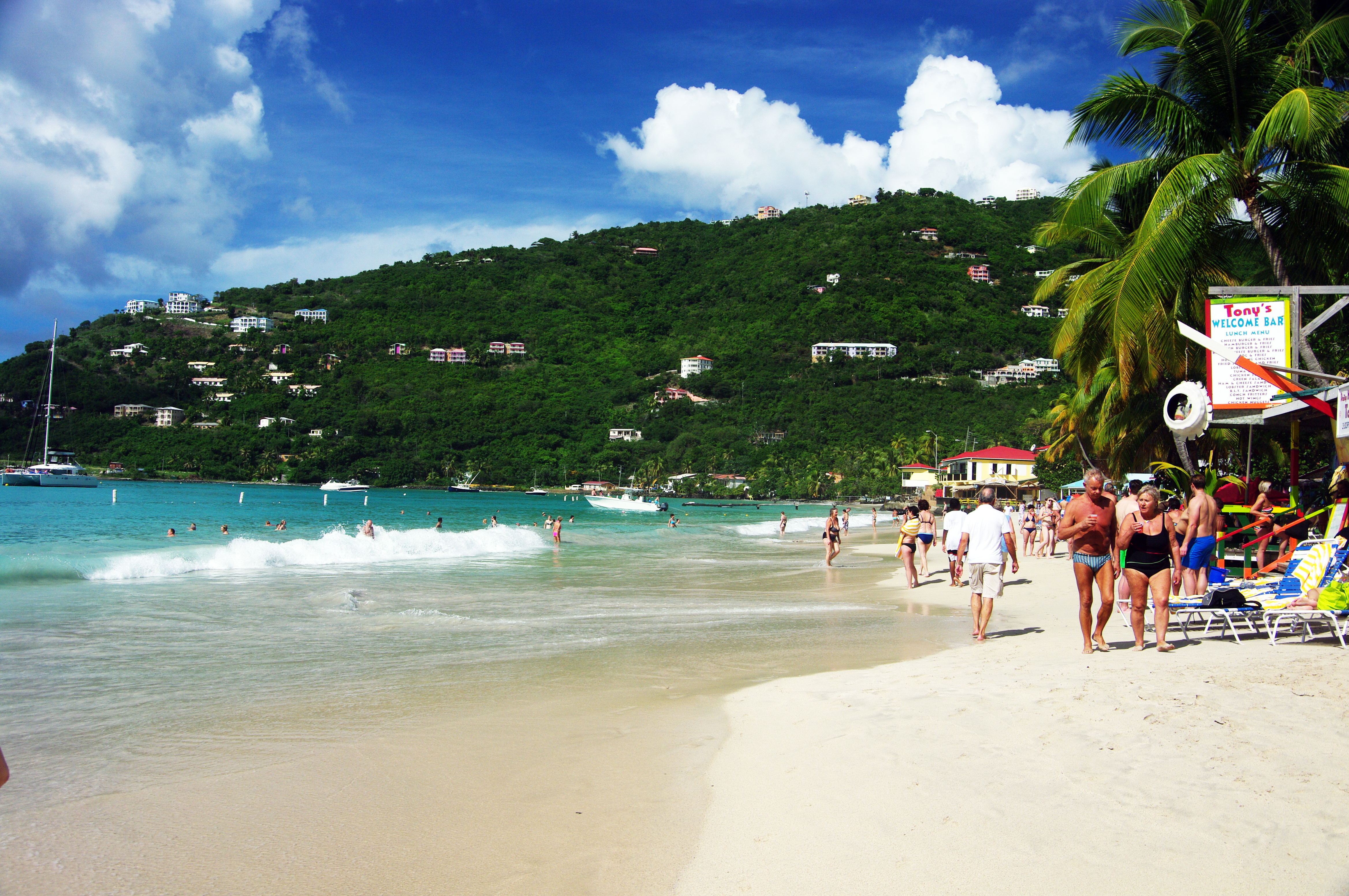
Cane Garden Bay

Cane Garden Bay is een dorp en strand dat zich ongeveer 4 km ten westen van Road Town bevindt. Het is een van de drukste stranden van het eiland, en ligt het dichtst bij de hoofdplaats. Aan het strand bevinden zich bars, restaurants en hotel. Het water is rustig genoeg voor kinderen. Na de aankomst van cruiseschepen kan het strand druk zijn.

## Transport
Terrance B. Lettsome International Airport, het belangrijkste vliegveld van het land, bevindt zich op het Beef Island. Het ieland is door de Queen Elizabeth II-brug verbonden met Tortola. In de haven van Road Town vertrekken veerboten naar de eilanden Anegada, Virgin Gorda en Saint Thomas op de Amerikaanse Maagdeneilanden. De veerboot naar Scrub Island vertrekt van Trellis Bay op Beef Island.

## Galerij

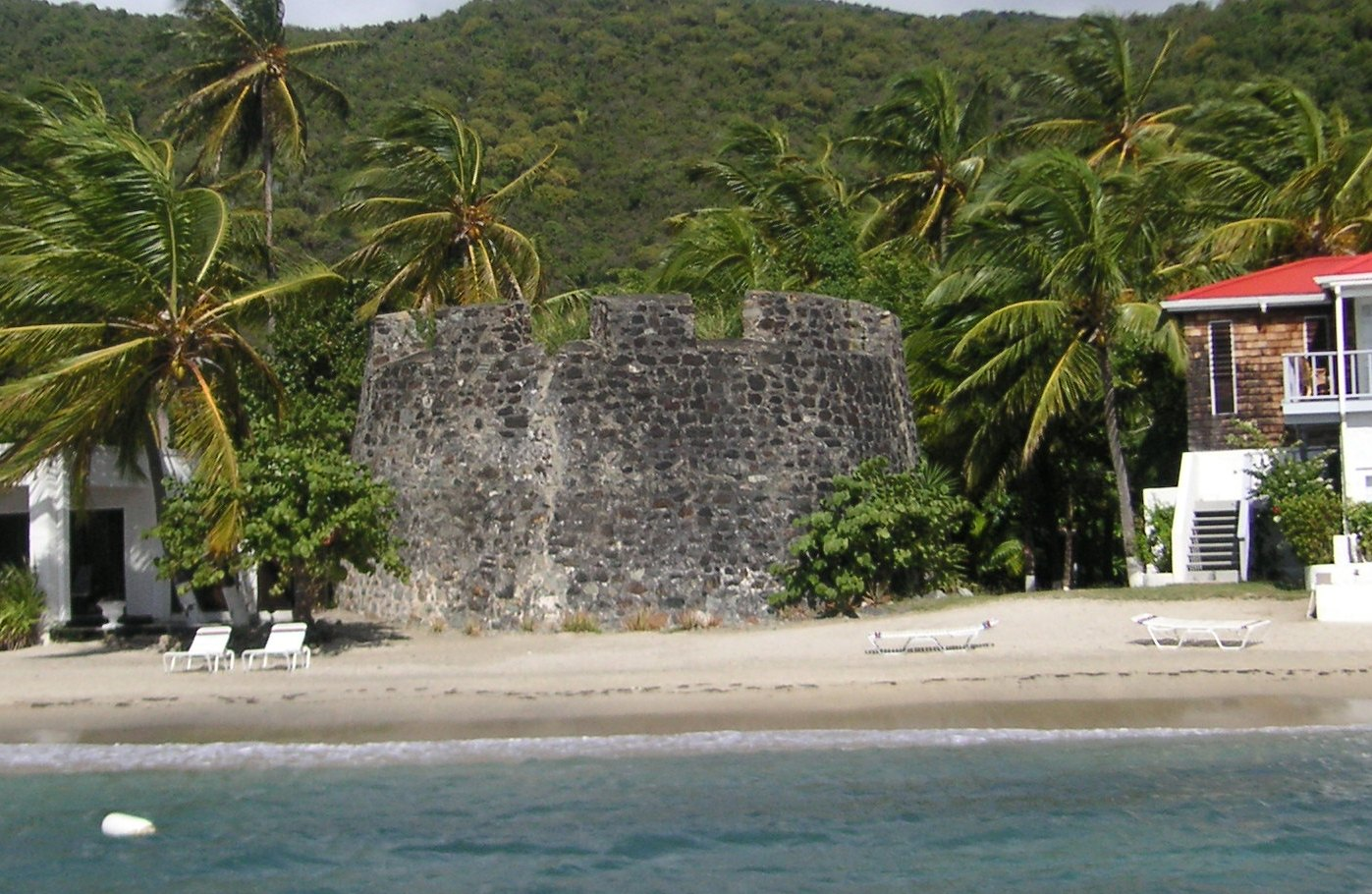
Fort Recovery
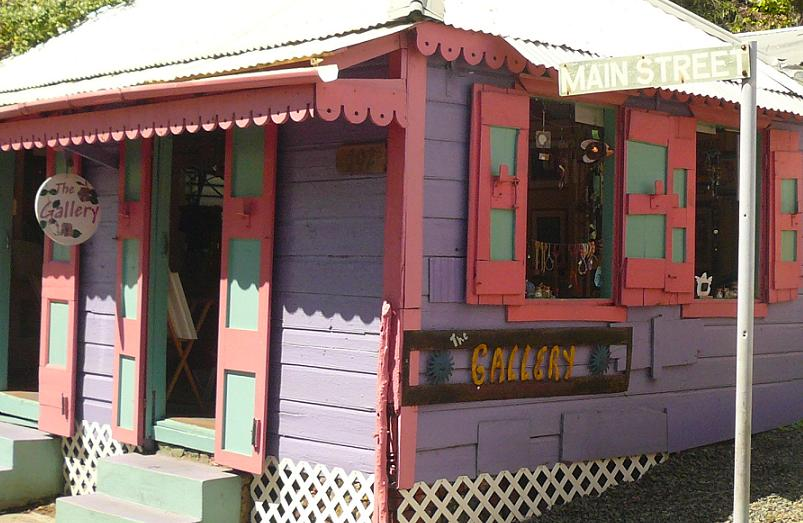
Shop in Road Town
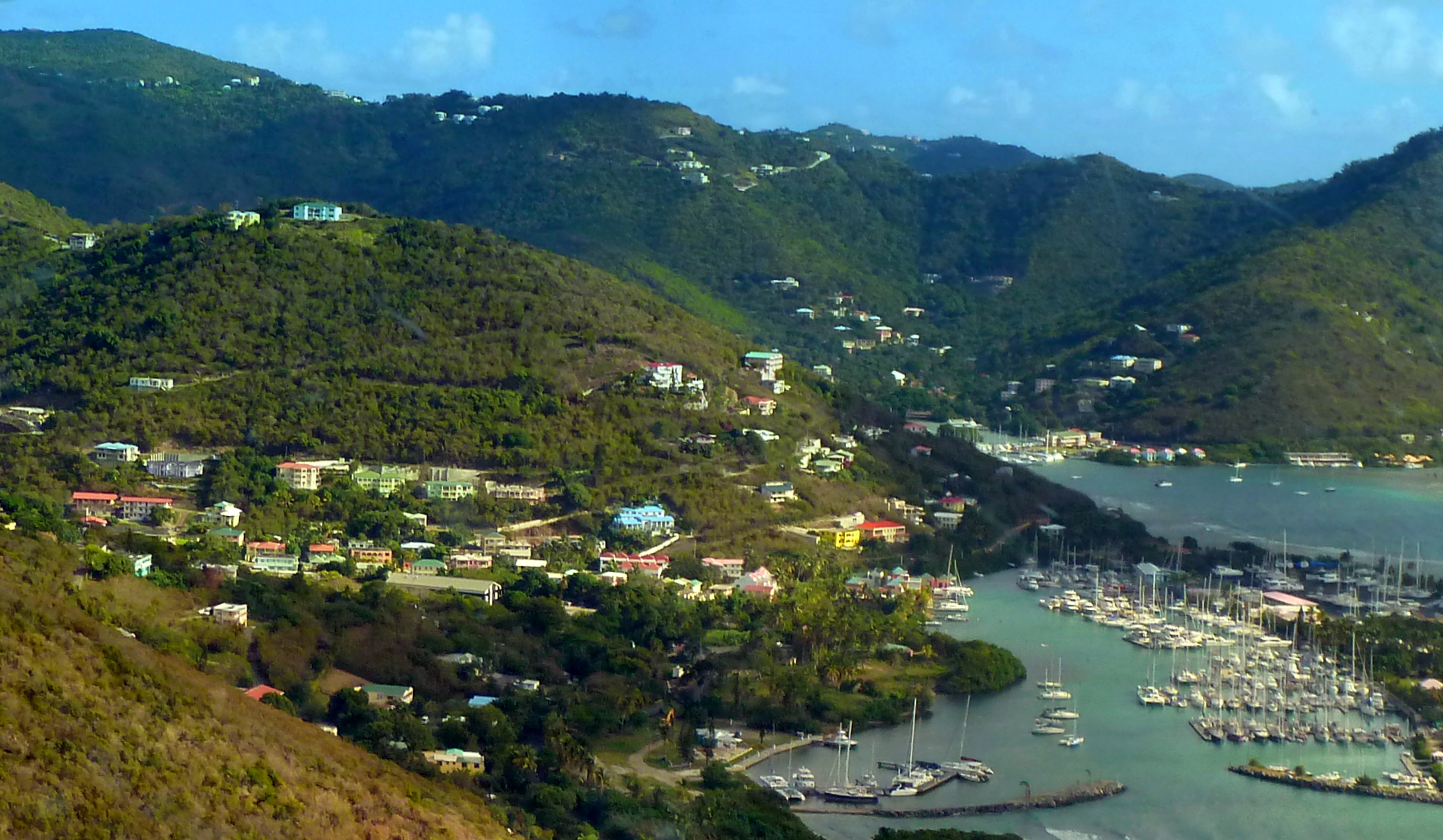
Sea Cow Bay
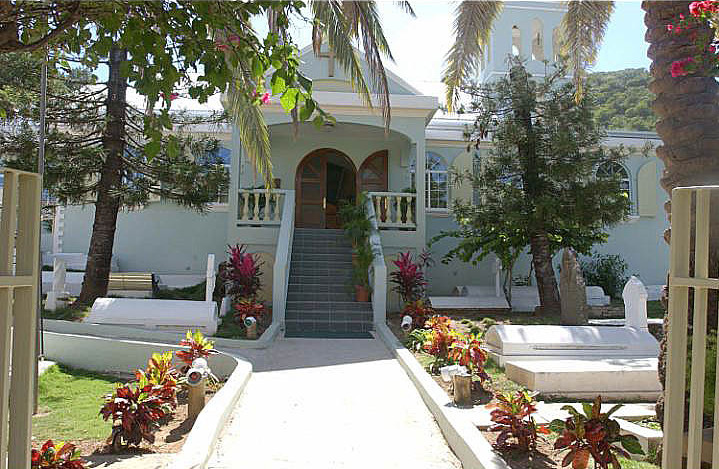
St. George's Anglicaanse kerk

- Library of Congress Control Number: sh85136178
- Nationale Bibliotheek van Israël: 987007541315005171

Anegada · Beef Island · Cooper Island · Dead Chest Island · Frenchman's Cay · Ginger Island · Jost Van Dyke · Necker Island · Norman Island · Peter Island · Salt Island · Tortola · Virgin Gorda